# Santa Ana (Pampanga)
Santa Ana é um município de  terceira classe de renda municipal (d) na província A Pampanga, nas Filipinas. De acordo com o censo de 1 de maio  de  2020 possui uma população de 61 537 pessoas e 13 567 domicílios.